# ホールコンピュータ
ホールコンピュータとは、パチンコ、パチスロ店に設置される専用コンピュータのこと。

## 概要
パチンコ・パチスロ台から出た信号を呼出ランプや島コンや台コンなどの中継機器を経由し、それらからLAN接続され、各台がどの程度の出玉を出したか（いわゆる「差玉情報」）等の各種統計情報をリアルタイムに収集し、パチンコ店の経営管理に利用するのが一般的な利用方法である。またそれ以外にも、CR機で使用されるプリペイドカード・ICカードの販売状況の管理、自店や近隣の競合店の来店者数等の比較や、従業員の給与管理等一般的な企業における経営管理システムと同等の機能も持つことが多い。中には最新のゴト手口やその防御方法の情報配信を受けたりといった機能を持つものもある。
また、貯玉再プレイの管理や会員の遊技履歴、ポイントサービスなど大手メーカーではプレーヤーの嗜好などまで分析している。
古い物では、LANを利用せずに、スタートなどの信号分のケーブル（直接1信号2ケーブル）がホールコンピューターまで接続されていた。

## 主なメーカー
- 北電子
- ダイコク電機
- エース電研
- 大都販売
- サン電子
- マースエンジニアリング
- アイ電子
- グローリーナスカ
- 明和エレクトロン
- ワイテック

など

## ホルコンによる出玉操作
一般メーカーが「ホールコンピュータ」として販売している製品による出玉操作は出来ない。出玉操作を行う製品とホルコンは別の製品であり、通称としてホルコンと呼ぶ場合も「ホールコンピュータ」とは異なることを理解しなければならない。違いとしては下記のようなものが挙げられる。
- ホールコンピュータとはあくまでも個別の台のアウト・セーフ・大当たりなどの集計をもとにデータ管理をするための機器であり、遠隔で特定の台に出玉操作をする機器はそもそもホールコンピュータではない。
- 遠隔操作が可能なパチンコ・パチスロ台は風適法上、パチンコホールへの設置が認められない[1][2]。なお、ホールコンピュータの集計結果に基づき、店員が遠隔ではなく直接、CR機の基盤にあらかじめ設定されている確率変動モードのいずれかを選択し、大当たりの確率を切り替えるのは合法である。

過去に発覚した出玉操作は、台に不正部品を取り付け、専用の配線・機器を介して接続される遠隔操作用PCによって行われるものが多い。攻略法販売業者などはそれら遠隔操作専用のPCを含めて「ホールコン」と呼び習わすことが多く、それが誤解を生む要因となっていると考えられる。
なお、日本の違法賭博である、「ゲーム喫茶」に風適法に違反して設置されているビデオポーカー、ビデオスロット、ビデオ麻雀では、「送り」と称して遠隔操作が公然と行われており、業界誌に専用の機器の広告が掲載されていたこともあった。